# Ismail
Ismail (în ucraineană Ізмаїл, în rusă Измаил, transliterat: Izmail, în bulgară Измаил, în turcă İșmasıl sau Hacidar; în perioada evului mediu românesc  cunoscut și sub denumirea de Smil) sau Smeilu este un oraș de subordonare regională în regiunea Odesa (din sud-vestul Ucrainei). El îndeplinește funcția de centru administrativ al raionului Ismail. Este situat la o distanță de 192 km sud-vest de orașul Odesa și la 80 km de vărsarea brațului Chilia al Dunării în Marea Neagră.
Ismailul este cel mai mare port la Dunăre din fosta Uniune Sovietică și din Ucraina actuală și cel mai mare port ucrainean din Delta Dunării, aici putând ajunge și navele maritime. Ca atare, este un centru al industriei de prelucrare a alimentelor și o destinație turistică populară pe plan regional. El este, de asemenea, o bază a Marinei ucrainene și a Grănicerilor ucraineni care operează în Dunăre. Insulele din Parcul Regional Ismail înscrise pe lista World Wildlife Fund (WWF) sunt situate în apropiere.
Orașul este situat la o altitudine de 31 metri, pe brațul Chilia al Dunării, în partea de sud-vest a raionului Ismail. Are 77,076 locuitori, în principal ruși (43%) și ucraineni (38%).
În perioada 7 decembrie 1940 - 15 februarie 1954 Ismailul a fost centrul administrativ al Regiunii Ismail a RSS Ucrainene.

## Istoric

### Începuturi
În secolele IV-V s-a aflat aici o colonie de origine greaca cu numele de Antiofilas. În secolul al XII-lea, negustorii genovezi au construit aici o cetate denumită “Licovrissi”. În secolul al XIV-lea, acesta a aparținut pentru o scurtă perioadă de timp Țării Românești, teritoriul de la nord de Dunăre fiind una dintre posesiunile Basarabilor (de aceea până în 1812, “Basarabia” era denumirea românească a Bugeacului - Bugeac fiind un nume turcesc).
De la sfârșitul secolului al XIV-lea, Ismailul s-a aflat în stăpânirea Principatului Moldova, fiind cunoscut sub denumirea de Smilu care în limbile slave orientale înseamnă „arătos”, „drăguț”. Orașul a avut o mare importanță în secolul al XV-lea sub domnia voievodului Ștefan cel Mare. În 1484, sultanul Baiazid al II-lea (1481-1512) al Imperiului Otoman a cucerit orașul, care a devenit din acel moment un protectorat otoman. Atunci este menționat pentru prima dată cu numele ”Ismailiye” care poate proveni fie din pronunțarea turcă a numelui Smil, fie de la Marele Vizir Ismail al Imperiului Otoman. În 1538 a fost construită aici o importantă cetate otomană. De la începutul secolului al XVI-lea a fost cetatea principală a turcilor din Basarabia/Bugeac. Creștinii din regiune, pe atunci Moldoveni, depindeau de Mitropolia Proilaviei cu sediul la Brăila. În 1569, sultanul Selim al II-lea a expulzat o mare parte din populația creștină și a repopulat Bugeacul și Ismailul cu supușii săi, tătarii nogai, originari din Crimeea și Caucazul de Nord. În 1633, fortăreața a fost distrusă de cazaci. 
În lucrarea Descriptio Moldaviae (Descrierea Moldovei), scrisă de către voievodul cărturar Dimitrie Cantemir în limba latină în perioada 1714-1716, orașul Ismail este descris astfel: ”Ținutul Ismailului, din care e vrednică de pomenit Ismail, în vechime numită de moldoveni Smil, o cetate care nu trebuie lăsată de o parte, cu oaste turcească și cârmnuită de un muteveli” . 
În secolul al XVIII-lea, orașul Ismail a fost una dintre reședințele mitropolitului Daniil al Proilaviei (1751-1773), care administra creștinii din pașalîcul turcesc Özi, cu sediul la Silistra, cuprinzând Dobrogea, Bugeacul și Edisanul (ținutul Oceacului sau ”satele hănești” de la Nistru până la Bug). În arhiva consistoriului din Odesa, s-au păstrat în limba rusă, ca traducere din limba română, numai trei gramote de hirotonire. În gramota din 4 iunie 1772, prin care l-a hirotonit în Ismail pe preotul Timotei Muzikevici, se arată că Daniil, “cu mila lui Dumnezeu mitropolitul Proilaviei, al Tomarovei” (Renii), „al întregului mal al Dunării și al toatei Basarabii” (numai Bugeacul, pe atunci) „și al Ucrainei” (de fapt Edisanul, pe atunci), își avea drept catedrală Biserica Sfânta Parascheva din ”Smailov” (Ismail).
În timpul războiului ruso-otoman din 1768-1774, fortăreața a fost cucerită de către trupele generalului rus Nikolai Repnin la 26 iulie/5 august 1770. Comandantul otoman al așezării ar fi afirmat, în ajunul cuceririi, că ”Ismailul vă cădea când apele Dunării vor curge înapoi dinspre mare”. Cetatea este retrocedată turcilor prin Tratatul de la Kuciuk-Kainargi (1774) și consolidată de aceștia. În 1789, Repnin încearcă din nou să ocupe fortăreața, dar nu mai reușește. 
Cetatea este asediată la 11/22 decembrie 1790 de către armatele mareșalului rus Aleksandr Suvorov, care reușește să o ocupe. Forțele otomane din interiorul cetății au apărat cu disperare cetatea până la capăt, refuzând ultimatumul rușilor. Garnizoana turcească era formată din 35 de mii de soldați. Dintre aceștia, circa 26.000 au fost uciși, iar 9.000 au fost luați prizonieri. Rușii au avut aproape 4.000 de soldați morți și 6.000 de răniți. Toți civilii musulmani (familiile garnizoanei) au fost măcelăriți. Înfrângerea a fost văzută ca o catastrofă în Imperiul Otoman, în timp ce în Rusia victoria a fost glorificată în primul imn național al țării, Să sune tunetul victoriei !. În 1792, prin Tratatul de la Iași, cetatea este retrocedată Turciei, care are însă obligația de a o demola.

### Perioada țaristă

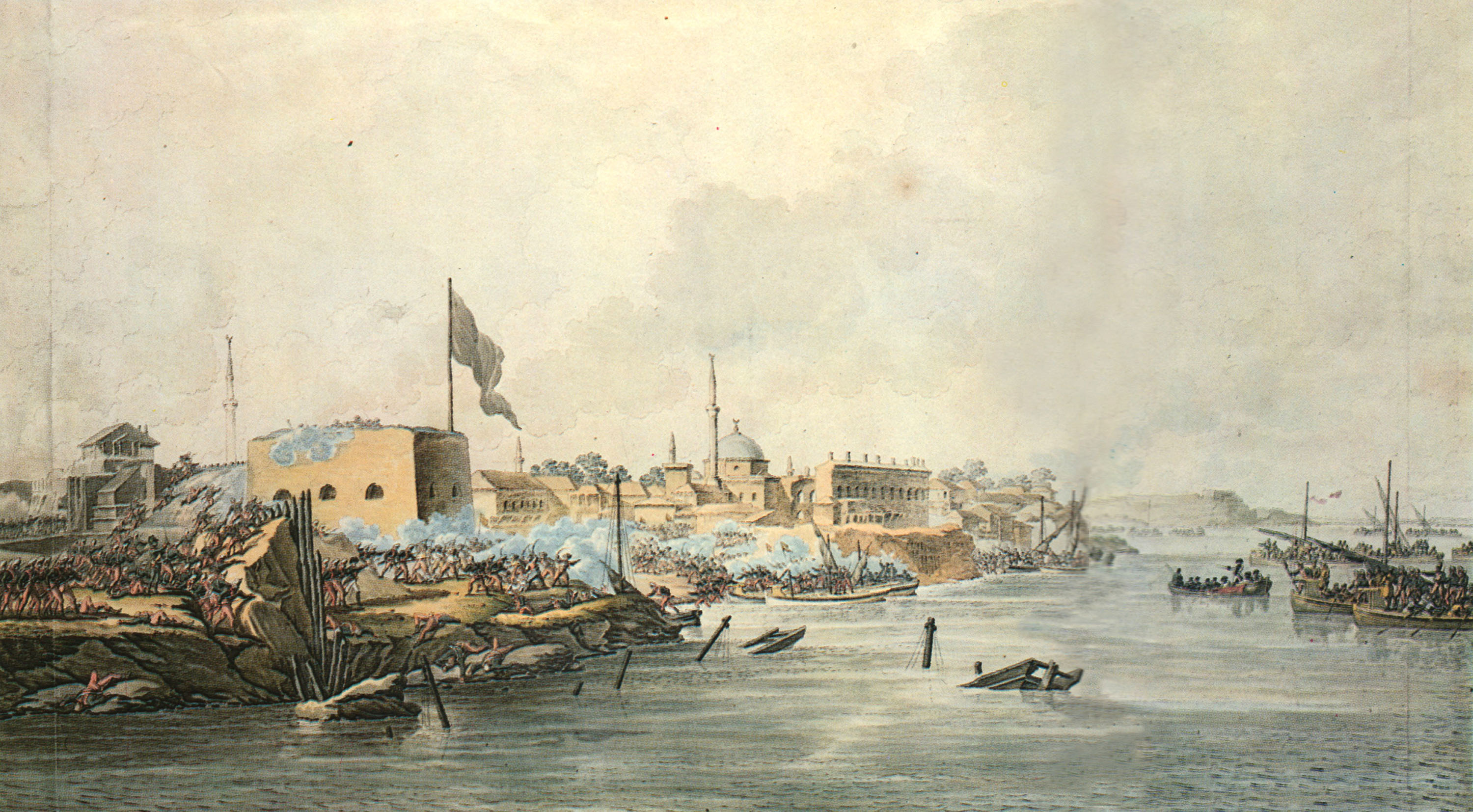
Asedierea Ismailului de către ruși la 22 decembrie 1790. Pictură de Aleksei Kivșenko.

În 1806, orașul a fost asediat de către trupele ruse aflate sub comanda ducelui de Richelieu, dar nu a fost ocupat. În 1807, generalul rus Michelson asediază fără succes Ismailul. La 14 septembrie 1809, armatele rusești comandate de generalul Zass au ocupat din nou orașul. Garnizoana otomană s-a predat și a plecat din oraș, rămânând în localitate numai aproximativ 4.000 de locuitori. 
Prin Tratatul de pace de la București, semnat pe 16/28 mai 1812, între Imperiul Rus și Imperiul Otoman, la încheierea războiului ruso-turc din 1806 – 1812, Rusia a ocupat teritoriul de est al Moldovei dintre Prut și Nistru, pe care l-a alăturat Ținutului Hotin și Basarabiei/Bugeacului luate de la turci, denumind ansamblul Basarabia (în 1813) și transformându-l într-o gubernie împărțită în zece ținuturi (Hotin, Soroca, Bălți, Orhei, Lăpușna, Tighina, Cahul, Bolgrad, Chilia și Cetatea Albă, capitala guberniei fiind stabilită la Chișinău). 
Prin dispoziția imperială din 14 octombrie 1812, Ismailul a primit statutul de oraș și numele de Tucikov (în rusă Тучков) în onoarea generalului rus Serghei Tucikov (1767-1839), care a fost guvernator al Ismailului în perioada 1830-1836 . El a fondat localitatea, până atunci neexistând decât cetatea Ismail. 
Sub ocupația țaristă, Bugeacul a fost părăsit de locuitorii săi musulmani (stabiliți în Dobrogea rămasă otomană, în special în jurul orașului Babadag) iar Ismailul a fost populat de o importantă garnizoană rusă din Flota Dunării. Orașul a fost reconstruit în întregime. Catedrala "Acoperământul Maicii Domnului" (1822-1836), bisericile cu hramurile "Nașterea Domnului" (1823), "Sf. Nicolae" (1833, anterior biserică moldovenească, a fost transformată în catedrală rusească) și multe altele datează din acel moment. Cea mai veche clădire din Ismail este mica moschee turcească, ridicată în secolele XV sau XVI, transformată într-o biserică în 1810 și care adăpostește în prezent un muzeu dedicat asediului din 1790. Civilii, alții decât familiile militarilor, sunt țărani moldoveni, grădinari bulgari și pescari lipoveni.
În urma Tratatului de la Paris din 1856, care încheia Războiul Crimeii (1853-1856), Rusia a retrocedat Moldovei, din Basarabia, malurile Prutului de jos, ale Dunării și ale mării Negre până la capul Balaban (fâșie de teritoriu cunoscută sub denumirea de „Cahul, Bolgrad și Ismail”). În urma acestei pierderi teritoriale, Rusia nu a mai avut acces la gurile Dunării. Ca urmare a prevederilor din acest tratat, fortificațiile din oraș au fost demolate. 

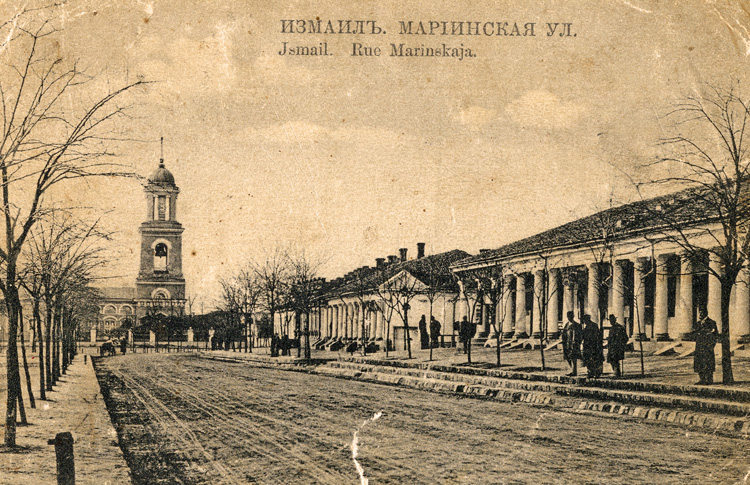
Catedrala orașului la 1909.

În urma Unirii Moldovei cu Țara Românească din 1859, acest teritoriu a intrat în componența noului stat România (numit până în 1866 "Principatele Unite ale Moldovei și Țării Românești"). Teritoriul basarabean redobândit în 1856 a fost împărțit în trei județe: Cahul, Bolgrad și Ismail. La Ismail au fost înființate școli secundare: Școala normală de învățători rurali, o școală primară și seminarială în limbile română și rusă (1857), Seminarul ortodox și liceul (1873). Cazinoul comercial din Ismail a întreținut și un gimnaziu de băieți, cu profil economic.
Prin Decretul nr. 1617 din 17 noiembrie 1864, domnitorul Alexandru Ioan Cuza a înființat Episcopia Dunării de Jos, cu sediul la Ismail – continuatoarea „de facto” a vechii Mitropolii românești a Proilaviei. Ea acoperea județele Ismail, Bolgrad, Covurlui și Brăila, în timp ce județul Cahul depindea de episcopia de la Huși. Ca episcop al Dunării de Jos a fost întronizat eruditul ierarh Melchisedec Ștefănescu (1864-1879). În același an, a fost deschis un seminar ortodox care forma preoți pentru județele mai-sus amintite. La acest seminar a predat în perioada 1866-1871 ca profesor de muzică Gavriil Muzicescu, originar din Ismail. Episcopia Dunării de Jos și-a avut sediul la Ismail doar până în 1878.
La 13 aprilie 1877, prin Ismail au trecut trupele ruse care se deplasau spre a se lupta cu turcii (ca urmare a convenției româno-ruse din 4 aprilie privind trecerea trupelor). În urma Tratatului de pace de la Berlin din 1878, România a fost constrânsă să cedeze Rusiei acest teritoriu.

### Perioada României Mari

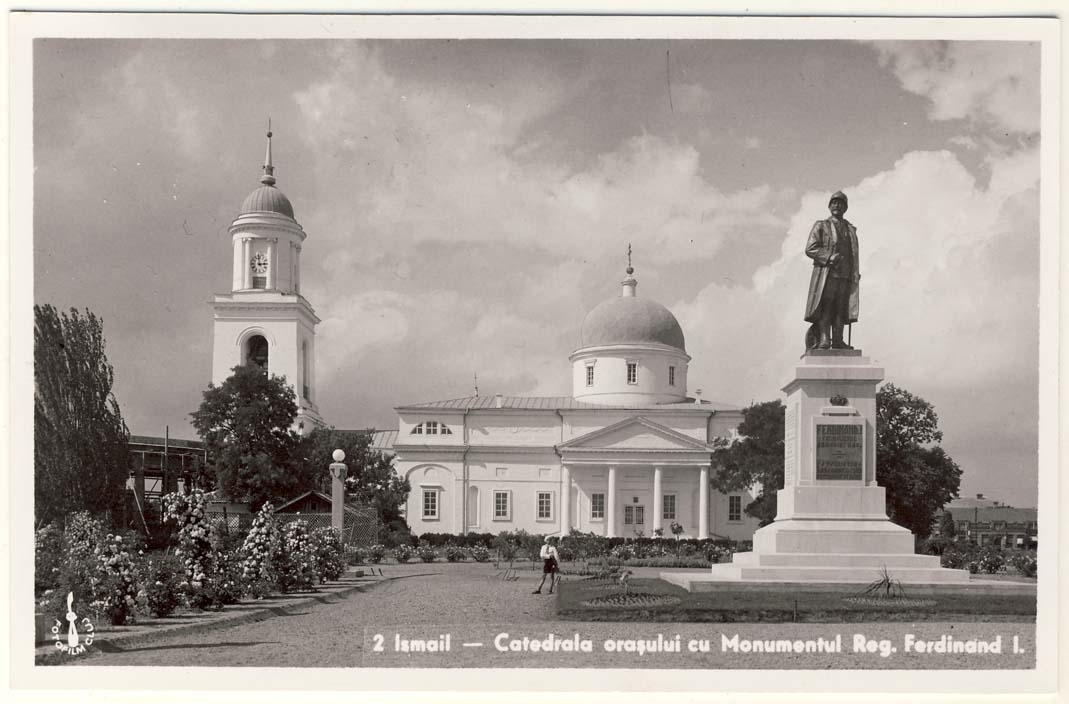
Catedrala orașului cu monumentul Regelui Ferdinand I, anii 1930.

După Unirea Basarabiei cu România la 27 martie 1918, orașul Ismail a făcut parte din componența României, ca localitate de reședință a județului Ismail. În anul 1930, orașul avea 26.123 locuitori, din care 13.416 bărbați și 12.607 femei, fiind cea mai mare localitate din județ ca număr de locuitori. Pe atunci, majoritatea populației era formată din ruși, existând o comunitate mare de români, precum și comunități mai mici de ucraineni, evrei, bulgari, germani, găgăuzi, maghiari, polonezi, armeni și țigani. 
În perioada interbelică au funcționat aici o prefectură, o pretură, o primărie, un tribunal, o judecătorie, o secție de poliție, o unitate de pompieri, un serviciu sanitar județean, un serviciu sanitar orășenesc, un serviciu veterinar, un serviciu hidraulic, un punct vamal, o căpitănie de port, o secție de poliție portuară, un oficiu P.T.T. de stat și un oficiu telefonic. Din cele trei drumuri naționale care străbăteau județul, doar unul trecea prin Ismail: Comrat – Bolgrad – Ismail – Chilia Nouă: Distanțele față de cele două orașe mai mari din județ erau următoarele: Ismail - Bolgrad = 42 km; Ismail - Chilia Nouă = 41 km.

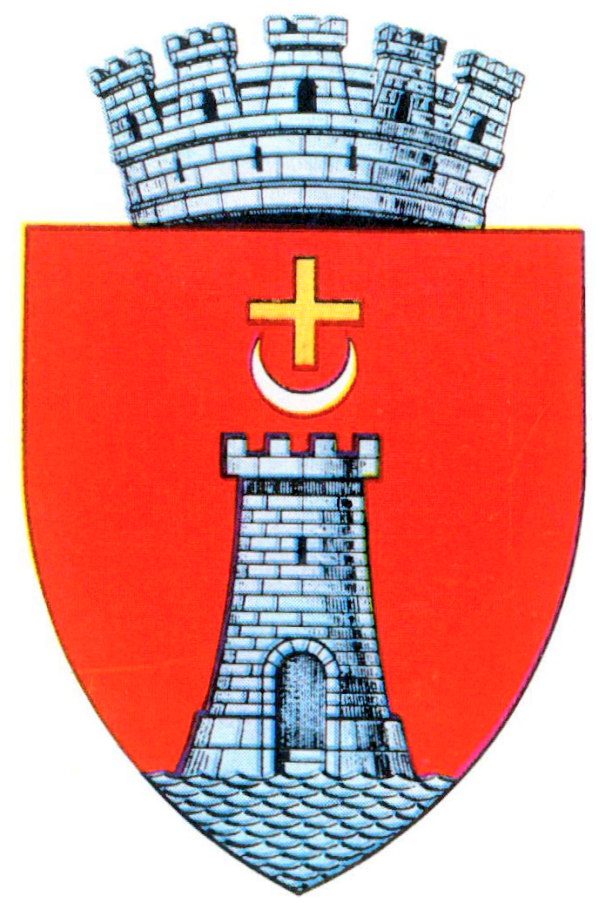
Stema interbelică a orașului Ismail (adoptată în 1932).

Orașul Ismail era un port important pe malul stâng al Dunării. Societatea N.F.R. efectua curse zilnice pe linia pe linia Brăila – Galați – Isaccea – Tulcea - Ismail – Câșlița-Dunăre – Chilia Nouă – Chilia Veche - Vâlcov (și retur). Societatea S.R.D. efectua curse regulate pe linia Brăila – Galați – Reni – Isaccea – Tulcea – Ismail – Chilia Nouă – Chilia Veche - Periprava - Vâlcov (și înapoi). În Ismail se afla un aerodrom, unde linia de navigație aeriană L.A.R.E.S. desfășura zboruri pe ruta București – Galați – Ismail – Cetatea Albă. 
Fiind un centru important pe plan local, ființau aici un liceu de băieți, un liceu de fete, un seminar teologic, un gimnaziu, școli primare și grădinițe. De asemenea, pentru ocrotirea sănătății își desfășurau activitatea un spital comunal de stat, 2 dispensare și un oficiu al Casei Asigurărilor Sociale din Galați care dispunea de servicii medicale în localitate .

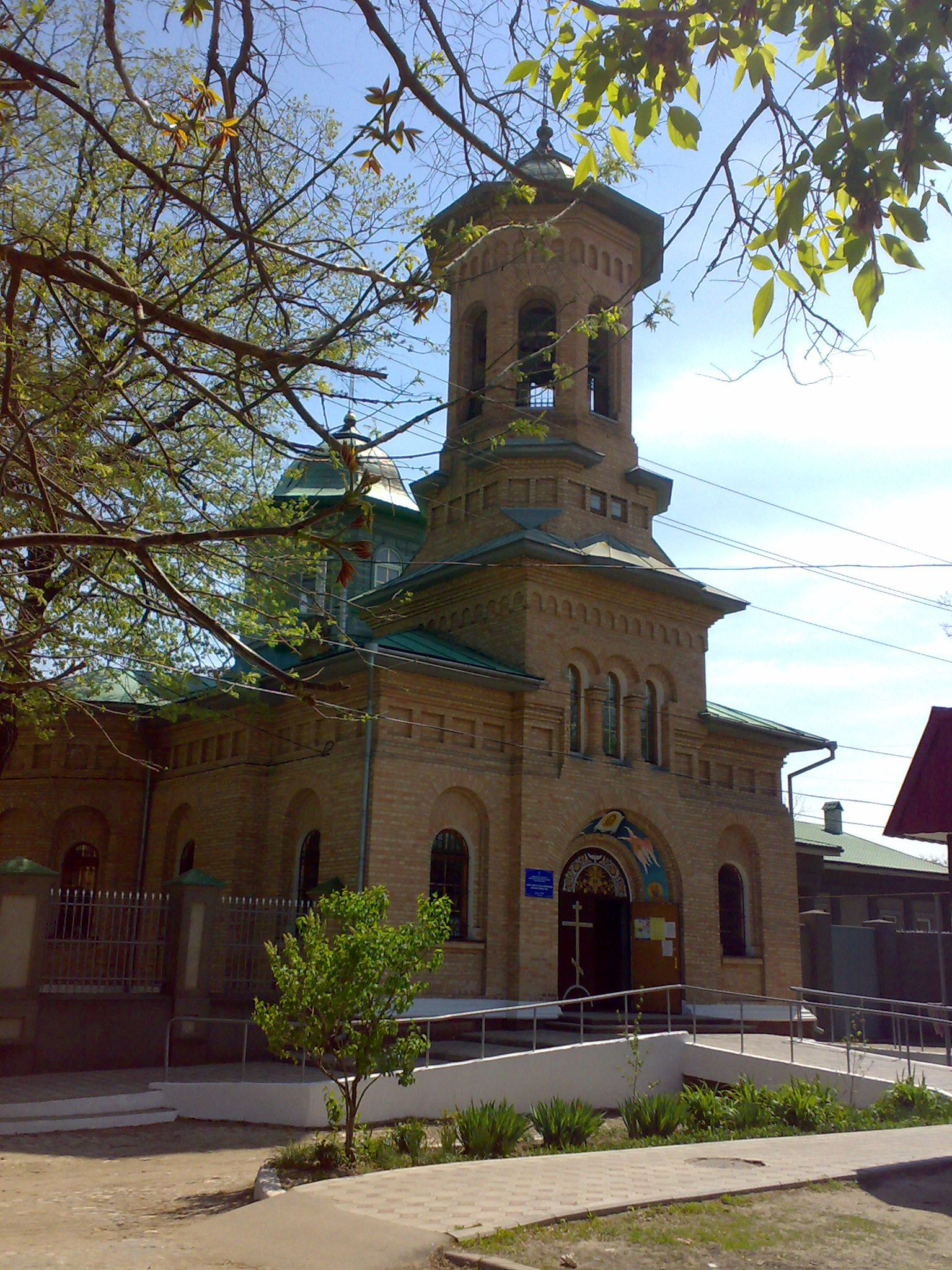
Biserica ortodoxă Sf. Constantin și Elena, construită în perioada 1931–1936

Existau și societăți cultural-sportive (2 biblioteci publice, o societate muzicală, un cinematograf și 3 societăți sportive), religioase (reședința Episcopiei Cetății Albe și a Ismailului, un protopopiat ortodox, 2 mănăstiri ortodoxe, 3 biserici ortodoxe, una lipovenească, una baptistă și una a creștinilor după Evanghelie) sau instituții de binefacere (Oficiul I.O.V., o filială a Societății "Crucea Roșie", o filială a Societății Ortodoxe a femeilor române, un azil de bătrâni și o societate pentru ajutorarea săracilor). 
La 22 iunie 1922, Sfântul Sinod al Bisericii Ortodoxe Române a înființat Episcopia Cetății Albe - Ismail, având jurisdicție asupra județelor Cetatea Albă, Ismail și Cahul și reședință la Ismail. De-a lungul timpului, ea a fost condusă de episcopii Nectarie Cotlarciuc (1923-1924), Iustinian Teculescu (1924-1932), Dionisie Erhan (1934-1941), Policarp Morușca (locțiitor în 1941-1944) și Antim Nica (1944). Episcopia a fost desființată în 1944.
Structura etnică a populației în 1930
     Români (20,1%)
     Ruși (59,4%)
     Ucraineni (6,1%)
     Evrei (6,5%)
     Bulgari (2,7%)
     Alte etnii (5,2%)
La recensământul general al populației din 1930, în orașul Ismail au fost înregistrați 24998 locuitori, inclusiv: 5003 români; 43 unguri; 180 germani; 14845 ruși; 1520 ucraineni; 11 sârbi; 674 bulgari; 18 cehoslovaci; 94 polonezi; 1623 evrei; 226 greci; 4 albanezi; 40 armeni; 18 turci; 43 găgăuzi; 17 țigani,28 persoane de alte naționalități și 42 persoane nu și-au declarat naționalitatea. 

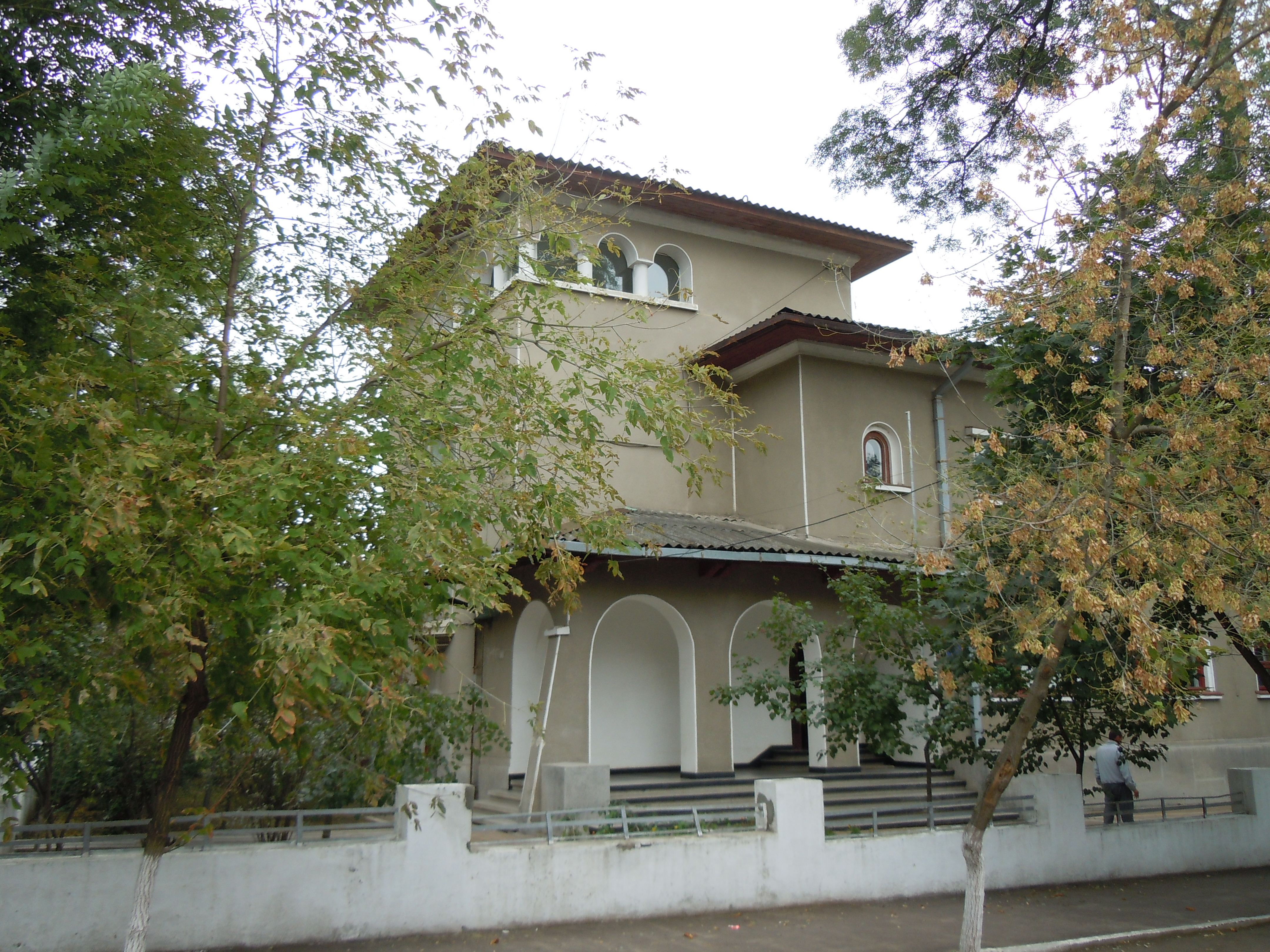
Spitalul din Ismail, construit în 1938

Ca urmare a Pactului Ribbentrop-Molotov (1939), Basarabia, Bucovina de Nord și Ținutul Herța au fost anexate de către URSS la 28 iunie 1940. După ce Basarabia a fost ocupată de sovietici, Stalin a dezmembrat-o în trei părți. Astfel, la 2 august 1940, a fost înființată RSS Moldovenească, iar părțile de sud (județele românești Cetatea Albă și Ismail) și de nord (județul Hotin) ale Basarabiei, precum și nordul Bucovinei și Ținutul Herța au fost alipite RSS Ucrainene. La 7 august 1940, a fost creată regiunea Ismail, formată din teritoriile aflate în sudul Basarabiei și care au fost alipite RSS Ucrainene , iar Ismailul a devenit centrul administrativ regional. 
În perioada 1941-1944, toate teritoriile anexate anterior de URSS au reintrat în componența României. Conform recensământului populației din toamna anului 1941, în orașul Ismail locuiau 17.569 locuitori, dintre care 12.423 erau ruși (70,71%), 2.727 români (15,52%), 788 ucraineni (4,49%), 678 evrei (3,86%), 480 bulgari (2,73%), 46 polonezi, 27 germani, 17 găgăuzi și 383 de altă naționalitate.. Autoritățile românești au redeschis biserica din oraș, care fusese închisă de către sovietici.

### Perioada sovietică și cea ucraineană

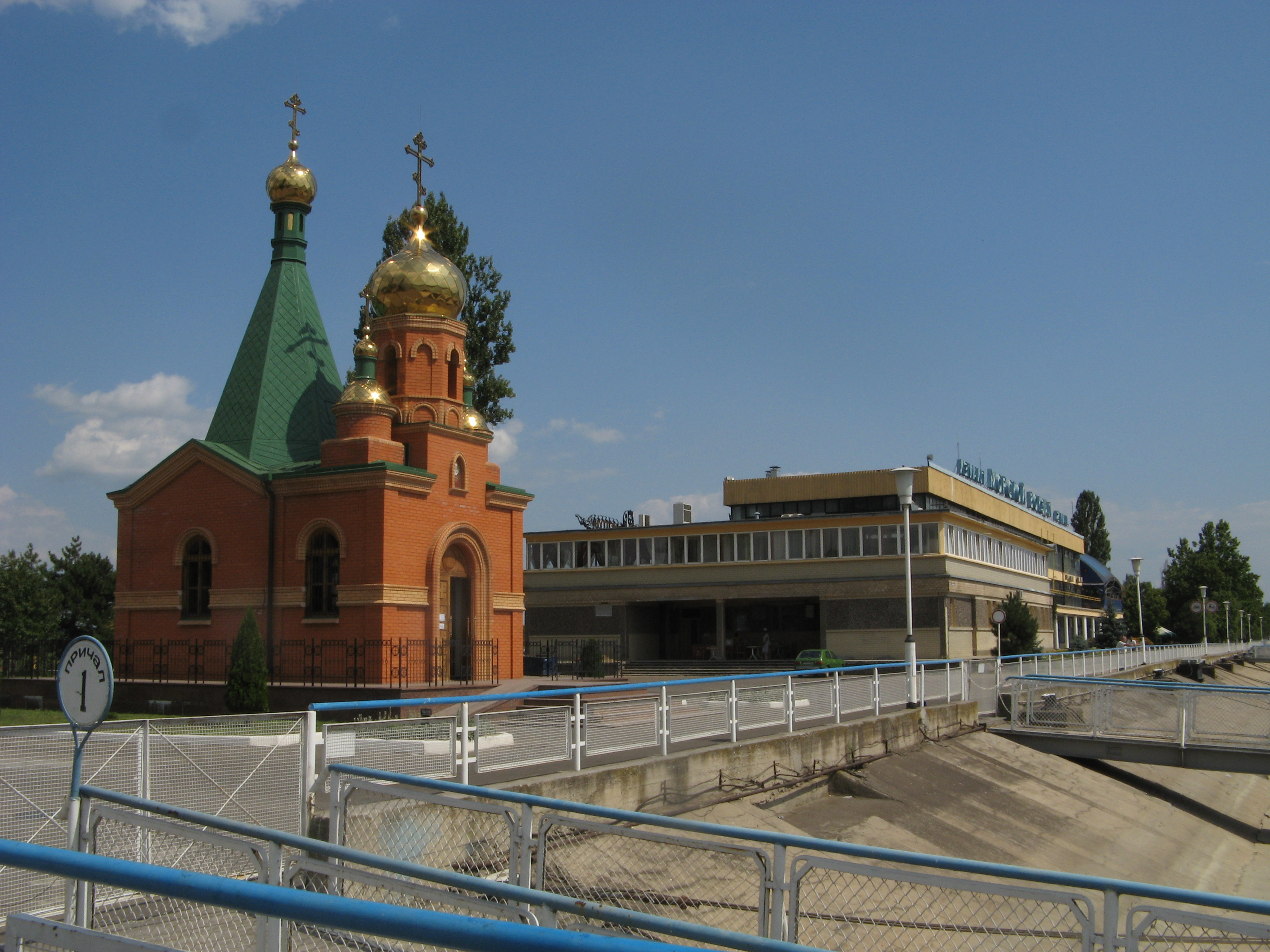
Malul stang al brațului Chilia la Ismail.

În anul 1944, URSS a reocupat cele trei teritorii anexate în urma ultimatumului din 26 iunie 1940, iar sudul Basarabiei a fost integrat în componența RSS Ucrainene, conform organizării teritoriale făcute de Stalin după anexarea din 1940, când Basarabia a fost ruptă în trei părți. La 25-26 august 1944, 9 regimente sovietice au intrat în Ismail.
Sub administrația sovietică, Ismailul s-a industrializat, s-a dezvoltat și a fost populat de numeroși muncitori ucraineni care reprezintă mai mult de 30% din populație. În anul 1954, Regiunea Ismail a fost desființată, iar localitățile componente au fost incluse în Regiunea Odesa. 
Începând din anul 1991, orașul Ismail a devenit centru administrativ al raionului omonim al regiunii Odesa din cadrul Ucrainei independente. 
Ismailul este un mic centru al industriei agroalimentare și o destinație turistică regională. De secole, el este mai ales un oraș militar și o bază navală. Astăzi, el este una dintre bazele Marinei fluviale ucrainene, ale cărei forțe patrulează pe Dunăre.

## Demografie
Componența lingvistică a orașului Izmaiil
     Rusă (74,24%)
     Ucraineană (18,04%)
     Bulgară (4,58%)
     Română (3,83%)
     Alte limbi (0,38%)
Conform recensământului din 2001, majoritatea populației orașului Izmaiil era vorbitoare de rusă (74,24%), existând în minoritate și vorbitori de ucraineană (18,04%), bulgară (4,58%) și romana (1,83%).
| 1873   | 1897   | 1911   | 1920   | 1926   | 1930   | 1933   | 1939   | 1941   |
| ------ | ------ | ------ | ------ | ------ | ------ | ------ | ------ | ------ |
| 21.000 | 31.300 | 35.700 | 32.000 | 37.000 | 24.998 | 25.000 | 24.000 | 17.569 |
| 1959   | 1970   | 1974   | 1979   | 1989   | 2001   | 2005   | 2008   | 2012   |
| 48.000 | 70.000 | 75.000 | 83.126 | 92.915 | 84.815 | 81.241 | 77.076 | 73.336 |

### Comunități etnice
Situația populației din Ismail de la 1 februarie 1813 indică componența etnică a populației masculine și numărul de case ocupate de aceste etnii în orașul Tucikov, cetatea Ismail și fosta suburbie turcească, numită Broasca. Din cei 4.035 de locuitori de sex masculin, 2.711 erau domiciliați în Tucikov, 979 – în cetatea Ismail și 345 – în Broasca. Per etnii, erau 1.528 de români (37,8%), 982 ucraineni (24,3%), 693 ruși (17,2%, inclusiv 504 rascolnici), 241 bulgari, 165 armeni, 159 evrei, 154 țigani, 66 greci, 15 sârbi și 32 persoane de alte etnii.
La 16 august 1817, populația orașului Tucikov (actualul Ismail) avea următoarea structură etnică: din cele 2.608 familii (inclusiv burlacii) erau 1.163 familii de ucraineni (44,6%), 543 familii de ruși (20,9%), 393 familii de moldoveni (15%), 140 familii de bulgari (5,4%), 72 familii de armeni (2,8%), 63 familii de greci (2,4%), 59 familii de evrei (2,3%), 13 familii de țigani (0,5%), 6 familii de polonezi (0,2%) și 4 familii de alte etnii (0,1%). Mai trebuie menționat că erau și 148 familii de băjenari (5,7%), a căror etnie nu era cunoscută . Se remarcă o scădere a ponderii moldovenilor, ca urmare a unei imigrări masive.
La recensământul din 1930, s-a constatat că din cei 24.998 locuitori ai orașului, 14.845 erau ruși (59.38%), 5.003 români (20.01%), 1.623 evrei (6.49%), 1.520 ucraineni (6.08%), 674 bulgari (2.70%), 226 greci (0.90%), 180 germani, 94 polonezi, 43 găgăuzi, 43 unguri, 40 armeni, 18 turci, 18 cehi, 11 sârbi și 4 albanezi.
Recensământul din toamna anului 1941 a numărat 17.569 locuitori în orașul Ismail. Dintre aceștia, 12.423 erau ruși (70.71%), 2.727 români (15.52%), 788 ucraineni (4.49%), 678 evrei (3.86%), 480 bulgari (2.73%), 46 polonezi, 27 germani, 17 găgăuzi și 383 de altă naționalitate.
Conform recensământului din 2001, populația orașului este formată din următoarele comunități etnice:
- Ucraineni - 38%
- Ruși - 30,2%
- Lipoveni - 13,5%
- Bulgari - 7%
- Moldoveni / Români - 4,3%
- Găgăuzi - 0,9%
- Bieloruși - 0,6%
- Țigani - 0,3%
- Evrei - 0,2%

Din punct de vedere lingvistic, populația este majoritar rusofonă (peste 70%), în ciuda acțiunilor de ucrainizare forțată. Față de recensământul din 1989 se remarcă o scădere etnică a ponderii rușilor (de la 51% la 43,7%) și o creștere a ponderii ucrainenilor (de la 31,7% la 38%). 
Orașul Izmail avea în 2001 85.098 locuitori, dintre care 15.353 vorbeau ucraineană (18,04%), 1.538 vorbeau limba română (1,81%), 3.898 vorbeau limbă bulgară (4,58%), 63.180 vorbeau limbă rusă (74,24%) și 327 vorbeau limba gagauza (0,38%).
La 1 ianuarie 2008, din cei 77.076 locuitori ai orașului, erau 33.682 ruși + ruși-lipoveni (43,7%), 29.288 ucraineni (38,0%), 7.708 bulgari (10.0%) și 3.315 moldoveni - români (4,3%). 

## Industrie

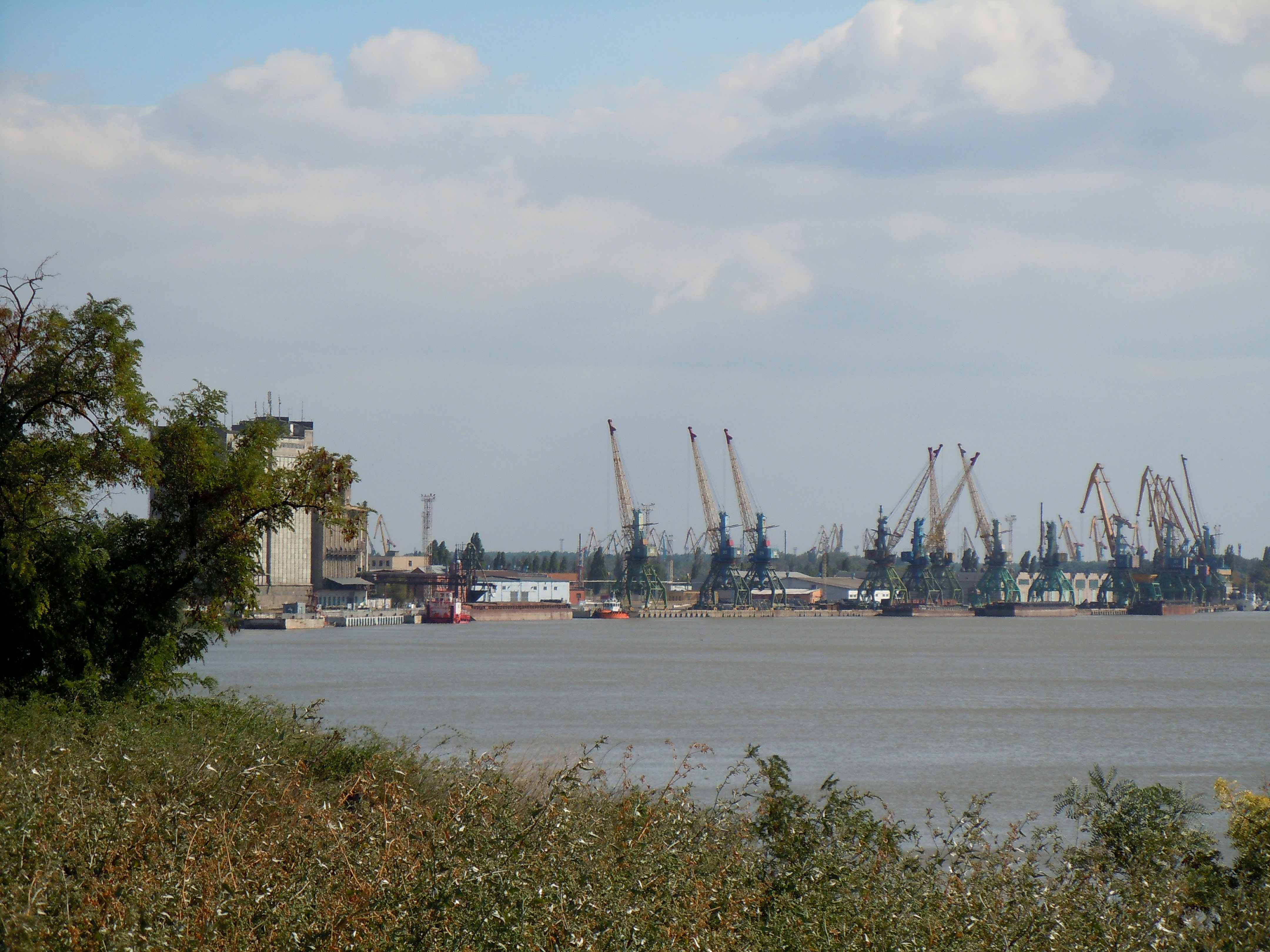
Cheiul Dunării și portul la Ismail ; în față, malul românesc aproape de satul Plauru.

Orașul Ismail este profilat pe industria agroalimentară (conserve de pește, fructe și legume), pescuit și industria de celuloză și hârtie. Aici funcționează un port pentru nave și un șantier de reparații navale.
În ultimii ani a avut loc o dezvoltare a comerțului (alimente, medicamente, aparate de uz casnic etc.) 

## Transport
Ismail este cel mai mare port ucrainean la Dunăre, deservind atât transportul de marfă, cât și cel de persoane. El este capăt de linie de cale ferată, care îl leagă de orașul Odesa. O serie de drumuri leagă orașul cu alte localități. La nordul orașului există un aeroport.

## Relații externe
Relațiile dintre obștina Dobrici și raionul Ismail datează oficial din 1996, când a fost semnat contractul de cooperare și de interacțiune dintre orașele Dobrici și Ismail. În 2001, contractul a fost reînnoit.

## Cultura
În oraș se află Muzeul Suvorov, dedicat asediului din 1790. El a fost închis din anul 2004 pentru reparații. De asemenea, este și o galerie de fotografie Panorama (Cetate).

## Învățământ
La Izmail funcționează Universitatea de Stat de Studii Umaniste, care are, inclusiv, facultate de filologie și istorie cu limba de predare ucraineana.

## Obiective turistice
În prezent, din ruinele Cetății Ismailului n-au mai rămas decât valuri de pământ. Mai există fosta moschee turcească, cu frumoase coloane de marmură, care a fost transformată de ruși după 1812 în biserică.
Printre obiective se numără Muzeul Suvorov, statuile lui Aleksandr Suvorov și Serghei Tucikov.

## Personalități
- Ivan Seliminski (1799 – 1867), om politic și medic bulgar;
- Alexei Cara-Vasile (1846 – 1915), om politic, fost deputat în Parlamentul României și ulterior în Duma de Stat a Imperiului Rus, fost primar al orașului Cahul;
- Gavril Musicescu (1847 – 1903), compozitor, muzicolog și dirijor român;
- Moișe Rubin (1856–1940), scriitor și pedagog evreu;
- Arthur Văitoianu (1864–1956), general român, prim-ministru al României (29 septembrie–4 decembrie 1919), comandant militar în primul război mondial;
- Arefa Tretiacenko (1867–1937), politician țarist, deputat în Duma de Stat din partea Basarabiei;
- Mihail Cristi (1875–1956), revoluționar rus și om de stat sovietic;
- Zaharia Przemetchi (1883 - 1944), silvicultor român;
- Semion Dulițki (1883–1956), medic pediatru rus, funcționar superior în cadrul organizării sănătății din URSS;
- Petro Stojan (1884 - 1961), lingvist;
- Șulem Șmil Șvarțburd (1886–1938), anarhist evreu, asasinul lui Simon Petliura
- Vera Panfil (1905–1961), critică literară și prozatoare din RSS Moldovenească
- Ioan Chirilă (1925–1999), jurnalist sportiv și scriitor român de cărți pe teme sportive
- Alexandru Gromov (1925–2011), scriitor și ziarist sovietic și moldovean
- Leonid Dimov (1926–1987), poet și traducător român
- Felix Krivin (n. 1928), scriitor ruso-israelian, a lucrat o perioadă la Ismail, unde a și debutat
- Zina Dumitrescu (1936–2019), creatoare de modă română
- Vadim Țarev (n. 1949), filozof, istoric al culturii și publicist rus
- Viktor Sergienko (n. 1951), regizor teatral și pedagog rus
- Galina Cistiakova (n. 1962), atletă rusoaică, medaliată cu bronz la proba de săritură în lungime la Jocurile Olimpice din 1988
- Vitali Konstantinov (n. 1963), artist și ilustrator german
- Olena Hovorova (n. 1973), atletă ucraineană, medaliată cu bronz la proba de triplusalt la Jocurile Olimpice din 2000
- Svetlana Azarova (n. 1976), compozitoare ucraineană
- Ruslan Măinov (n. 1976), actor și muzician bulgar
- Ivan Șișman, artist bulgar
- Irina Adabaș, aviatoare, campioană mondială absolută la acrobație aeriană